# Narsuciszki (gmina Ignalino)
Narsuciszki (lit. Narsutiškė) – dawny zaścianek. Obecnie część Naruciszek na Litwie, w okręgu uciańskim, w rejonie ignalińskim, w gminie Ignalino.
Dawniej używana nazwa – Narsuciszki 2.

## Historia
W czasach zaborów wieś Narsuciszki 2 w gminie Daugieliszki, w powiecie święciańskim, w guberni wileńskiej Imperium Rosyjskiego
W dwudziestoleciu międzywojennym zaścianek leżał w Polsce, w województwie wileńskim, w powiecie święciańskim, w gminie Daugieliszki.
W 1931 w 2 domach zamieszkiwało 11 osób.
Miejscowość należała do parafii rzymskokatolickiej w Połusze. Podlegała pod Sąd Grodzki w Święcianach i Okręgowy w Wilnie; właściwy urząd pocztowy mieścił się w Ignalinie.